# Zagužanje
Zagužanje (en serbe cyrillique : Загужање) est un village de Serbie situé dans la municipalité de Surdulica, district de Pčinja. Au recensement de 2011, il comptait 978 habitants.
Zagužanje est également connu sous le nom de Zaguzane.

## Démographie

### Évolution historique de la population
| 1948 | 1953 | 1961 | 1971 | 1981 | 1991 | 2002 | 2011 |
| ---- | ---- | ---- | ---- | ---- | ---- | ---- | ---- |
| 424  | 478  | 448  | 482  | 648  | 744  | 890  | 978  |

|  |